# Roberto Cerminatto
Roberto Cerminatto (nacido en Leones, Córdoba, el 26 de octubre de 1952) es un ex-futbolista argentino. Jugaba de defensor y su primer club fue Rosario Central.

## Carrera
Comenzó su carrera jugando para Rosario Central en la década del ´70. Integró el plantel campeón del Nacional 1973; luego de ganar espacio en el equipo titular, fue trasferido a Junior de Barranquilla, club con el que obtuvo el título de liga en 1977. Prosiguió su carrera en Cúcuta Deportivo y en el Deportivo Táchira de Venezuela, para retirarse en su pueblo natal, Leones, vistiendo la casaca de Sarmiento, con el que se coronó en los dos torneos disputados en 1981.

## Clubes
| Club                | País      | Año     |
| ------------------- | --------- | ------- |
| Rosario Central     | Argentina | 1973-75 |
| Junior              | Colombia  | 1976-77 |
| Cúcuta Deportivo    | Colombia  | 1978    |
| Deportivo Táchira   | Venezuela | 1978    |
| Sarmiento de Leones | Argentina | 1981    |

## Palmarés

### Campeonatos nacionales
| Título                | Equipo                 | País      | Año    |
| --------------------- | ---------------------- | --------- | ------ |
| Primera División      | C. A. Rosario Central  | Argentina | N-1973 |
| Campeonato Colombiano | Junior de Barranquilla | Colombia  | 1977   |

### Campeonatos regionales
| Título          | Equipo              | Liga         | País      | Año  |
| --------------- | ------------------- | ------------ | --------- | ---- |
| Torneo Apertura | Sarmiento de Leones | Bellvillense | Argentina | 1981 |
| Torneo Clausura | Sarmiento de Leones | Bellvillense | Argentina | 1981 |